# Cazador (Céfalo)
El Cazador es un personaje ficticio que aparece en los cómics estadounidenses publicados por Marvel Comics. El personaje es usualmente representado como un rastreador / cazador de los Dioses Olímpicos para Zeus. A lo largo de los años ha aparecido principalmente como enemigo de Hércules.

## Biografía del personaje ficticio
El Cazador originalmente no estaba basado en ningún personaje mitológico. Posteriormente se reveló que era Céfalo, habiendo sido criado desde el inframundo para servir a Zeus. En vida fue considerado el mejor cazador del mundo. Eos (diosa de la aurora) le dio una jabalina mágica hecha de luz que nunca perdió su objetivo. Él, erróneamente, se lo arrojó a su esposa mientras cazaba un día, pensando que ella era un animal. Asustado por su muerte, se suicidó, pero fue expulsado de Tartarus para convertirse en el cazador personal de Zeus.
En su primera aparición, fue enviado por Zeus para llevar a Hércules de vuelta al Olimpo. Zeus estaba siendo engañado por Ares en este momento. Cazador allanó la Mansión de los Vengadores y desató a su Sombrío Sabueso para atacar a Hércules, quien logró dominarlo. Después de que el Cazador golpeó a los otros Vengadores inconscientes, Hércules huyó mientras afirmaba que Cazador lo estaba haciendo huir contra su voluntad. Mientras perseguía a Hércules, el Cazador convocó algunas sirenas para poner a Namor bajo su control. Después de alcanzar al Cazador, convocó a Polifemo el Cíclope (que tenía un diamante en lugar de su ojo ciego), Escila (que fue representada como un monstruo de roca), y Caribdis (que fue representado como un monstruo marino). Hércules y Namor vencieron a los tres monstruos antes de que Cazador atacara a Hércules desde atrás. Namor quitó de su mano el bastón de Cazador y los tres monstruos desaparecieron. Zeus entonces intervino y recordó al Cazador, terminando la batalla. Después de borrar la memoria de este evento, Namor dividió a la impotente personal del Cazador a la mitad.
Algún tiempo después, de nuevo por instigación de Ares (así como de Hippolyta y Plutón), fue enviado a la Tierra para recuperar a Hércules y Venus para obligarlos a casarse con Hippolyta y Ares. Cazador incluso convocó al Titán Menoetius para ayudarlo. Inicialmente, logró capturarlos y derrotar a sus aliados, Los Campeones, pero en la batalla final en el Olimpo mismo fue eliminado por el Ángel.
Cazador reapareció algunas décadas después al servicio de Hera. Ella lo envió a matar a  Aegis, el héroe bendecido por la diosa Atenea. Cazador lo sorprendió en su apartamento y pudo voltear el peto de égida contra él. Pensando que Atenea lo protegería, Aegis saltó por la ventana y cayó 12 pisos hasta su muerte. Cazador fue enviado por Hera como parte de su plan para atraer a Hércules y Atenea a una trampa usando el cuerpo de Aegis como cebo. Después de atraer a Atenea, Hércules y Amadeus Cho, el trío es atacado por Cazador, Hera, Tifón, Delphyne Gorgon y Plutón. La batalla fue interrumpida por los Vengadores Oscuros, lo que permitió a Hércules y sus amigos escapar. Fue visto con la égida en su poder y más tarde se reveló que se lo había dado a Tifón.
El plan final de Hera y sus aliados era rehacer el universo con un producto llamado Continuum. Hércules dirigió a los Vengadores en un asalto en la sede del Grupo Olimpo, donde el Cazador estaba centinela junto con Argos. Cazador luchó contra Wolverine en la pelea que siguió y lo empaló con su jabalina. Fue derrotado por Quicksilver, quien lo apuñaló en el pecho con su propia arma.

## Poderes y habilidades
Durante su vida mortal, Cazador recibió una jabalina mágica como regalo de Eos, la diosa del alba. Fue criado fuera de Tartarus por Zeus y, por lo tanto, tiene la fuerza y la durabilidad sobrehumanas de un dios inmortal.
Su equipo le brinda una amplia gama de habilidades, que incluyen viajes interdimensionales, explosiones de energía y la capacidad de inspirar un tremendo temor en los dioses y agotar sus poderes al contacto. Su equipo también puede crear ilusiones convincentes y convocar o crear duplicados de criaturas de la mitología griega (debe hablar una rima para convocar a estas criaturas).
Su jabalina está hecha de luz y nunca pierde su objetivo cuando se lanza.